# 外屏五
外屏五（ν Psc，双鱼座ν）是双鱼座的一颗橙色星，距离地球约368光年。它的光谱型为K3IIIb，这表示它表面温度约3,500-5,000开。外屏五是一颗巨星，表面温度比太阳稍低，但是比太阳更大更亮。